# Anna Lindberg
Pour les articles homonymes, voir Lindberg.
Anna Lindberg, née le 16 novembre 1981 à Karlskoga, est une plongeuse suédoise, spécialisée sur les tremplins de 1 m et 3 m.

## Biographie
Plusieurs fois championne d'Europe, elle remporte l'or à deux reprises lors des Championnats d'Europe à Eindhoven, en 2012.
Elle est la fille de Ulrika Knape et de Mathz Lindberg, tous deux plongeurs suédois de haut niveau.
Elle a eu un fils, Yelverton, né le 30 mai 2009 avec le joueur professionnel de hockey suédois Calle Steen.

## Palmarès européen
- Championnats d'Europe 1997 à Séville (Espagne) :
  -  Médaille de bronze du plongeon individuel à 3 m.
- Championnats d'Europe 2000 à Helsinki (Finlande) :
  -  Médaille de bronze du plongeon individuel à 3 m.
- Championnats d'Europe 2006 à Budapest (Hongrie) :
  -  Médaille d'or du plongeon individuel à 1 m.
  -  Médaille d'or du plongeon individuel à 3 m.
- Championnats d'Europe 2008 à Eindhoven (Pays-Bas) :
  -  Médaille d'or du plongeon individuel à 1 m.
- Championnats d'Europe 2010 à Budapest (Hongrie) :
  -  Médaille d'argent du plongeon individuel à 1 m.
- Championnats d'Europe 2011 à Turin (Italie) :
  -  Médaille d'or du plongeon à 3 m.
  -  Médaille de bronze du plongeon à 1 m.
- Championnats d'Europe 2012 à Eindhoven (Pays-Bas) :
  -  Médaille d'or du plongeon à 1 m.
  -  Médaille d'or du plongeon individuel à 3 m.